# Antipapa Clemente VIII
Clemente VIII, é o último antipapa da linha de Avinhão, exercendo o seu mandato em Peníscola, Espanha de 10 de junho de 1423 a 26 de julho de 1429.
Nasceu entre 1369-1370 como Gil Sanches Munhoz y Carbon em Aragão, e morreu em 28 de dezembro de 1446.
O seu antecessor o Antipapa Bento XIII (conhecido como Papa Luna), um dia antes da sua morte, nomeou Cardeais quatro dos seus seguidores, para assegurar a continuidade do seu papado.
Em 10 de junho de 1423, três desses quatro cardeais, reuniram-se em Peníscola e elegeram Gil Sanches para sucessor, ficando conhecido como Antipapa Clemente VIII, segundo Papa de Peníscola, que governou entre 1424 e 1429.
O Papa Martinho V enviou uma embaixada (liderada por Afonso de Bórgia, o futuro Papa Calisto III) para convencer Clemente VIII a reconhecer Martinho V. Clemente VIII abdicou a favor de Martinho V em 26 de julho de 1429, e confirmou a sua decisão publicamente na Igreja Arciprestal de San Mateo de Castellón em 15 de Agosto de 1429.
Assim acabou definitivamente o Grande Cisma do Ocidente.